# Bernardino Branca (imprenditore 1802)
Bernardino Branca (Pallanza, 14 agosto 1802 – Milano, 29 gennaio 1886) è stato un imprenditore italiano inventore del Fernet Branca.

## Biografia

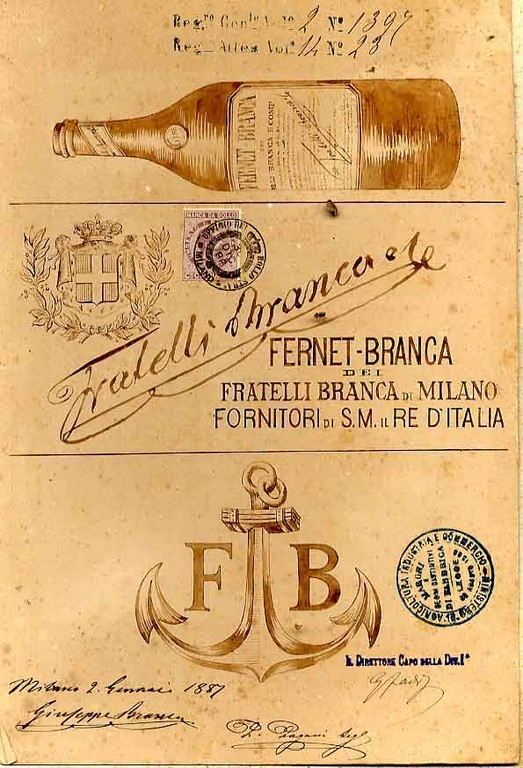
Marchio di fabbrica Fernet-Branca dei fratelli Branca di Milano fornitori di S.M. il re d'Italia.

Nasce a Pallanza il 14 agosto 1802, da una famiglia originaria di Cannobio dove gestisce il locale Il caffè del Portighetto. Qui si sposa a il 23 maggio 1831 con Carolina Erba, con cui avrà cinque figli.
Si occupa degli affari del fratello Carlo, che sebbene residente a Milano, possedeva una cava di granito sul Montorfano a Mergozzo, tenta la strada della speculazione edilizia, costruendo villette da rivendere (sul sito della prima si trova l'attuale Villa Giulia a Verbania, mentre la seconda è Villa Rusconi-Clerici). 
Vende successivamente il caffè e apre un laboratorio per la tessitura meccanica, ma gli affari non vanno bene, e si trasferisce prima a Lugano, quindi a Milano, dove da farmacista autodidatta, mette a punto nel 1845 la ricetta di un amaro tonico a base di erbe officinali che inizia a produrre in un laboratorio in Porta Nuova a Milano e a commercializzare come rimedio medicamentoso con il nome di Fernet-Branca. A questo scopo fonda la società in nome collettivo Fratelli Branca, inizialmente con un mercato limitato a Milano e a poche altre città dell'Italia settentrionale, ma che si sviluppa seguendo il completamento del processo di unificazione del Paese. 
La ditta riceve la medaglia d'oro all'Esposizione Nazionale di Firenze del 1861, ed analoghi riconoscimenti alle Esposizioni internazionali di Londra (1862), Parigi (1867) e Vienna (1873). Si diffonde anche sui mercati europei e su quelli d'oltreoceano, in particolare in Paesi come gli Stati Uniti e l'Argentina, verso i quali s'indirizza in maniera prevalente l'emigrazione italiana.
Muore a Milano il 29 gennaio 1886.